# Irina Turovová
Irina Robertovna Turovová, (rusky Ирина Робертовна Турова) později známá jako Irina Bočkarjovová (rusky Ирина Бочкарёва (14. května 1935 Leningrad – 8. února 2012 Moskva) byla sovětská atletka, sprinterka. Jejím synem je tyčkař Pjotr Bočkarjov.

## Sportovní kariéra
V polovině padesátých let 20. století patřila mezi přední evropské sprinterky. V roce 1954 získala tři medaile na mistrovství Evropy v Bernu – dvě zlaté (v běhu na 100 metrů a ve štafetě na 4 × 100 metrů) a stříbrnou medaili v běhu na 200 metrů. Startovala na olympiádě v Helsinkách v roce 1952 (byla členkou sovětské štafety na 4 × 100 metrů, která skončila čtvrtá). Olympiáda v Melbourne o čtyři roky později pro ni dopadla se stejným úspěchem.
Její osobní rekord v běhu na 100 metrů je 11,6 s.